# Copa de la Reina de Baloncesto 1986-87
La Copa de la Reina de Baloncesto 1986-87 corresponde a la 25ª edición de dicho torneo. Se celebró entre el 19 y 20 de diciembre de 1986 en el Pabellón Municipal de Deportes de Tenerife. 
Al igual que la temporada anterior, la Copa la disputan los dos primeros de cada grupo de la primera fase de la liga. Se juega en Santa Cruz de Tenerife. El campeón se clasifica para la Copa Ronchetti 1987-88.

## Desarrollo
Margarita Geuer ayudó con 12 puntos en la final a su equipo, pero no pudo colaborar con sus compañeras en la semifinal que ganaron al Kerrygold. Mientras el Arjeriz se ganaba el billete a la final, Geuer esperaba un billete que la llevara de Sevilla hasta Tenerife. Después de haberse desplazado a la ciudad andaluza de la que era nativa para recoger un premio que le había sido otorgado, Margarita se encontró con el aeropuerto hispalense cerrado y sin posibilidad de llegar a tiempo para la semifinal. Llegó para el sábado, pero no pudo evitar la cómoda victoria de las catalanas.

## Fase final
|  | Semifinales            | Semifinales            | Semifinales     |               |              | Final                  | Final                  | Final           |  |
|  | 19 de diciembre        | 19 de diciembre        | 19 de diciembre |               |              | 20 de diciembre        | 20 de diciembre        | 20 de diciembre |  |
|  |                        |                        |                 |               |              |                        |                        |                 |  |
|  |                        |                        |                 |               |              |                        |                        |                 |  |
|  | C. D. Xuncas           | C. D. Xuncas           | 79              |               |              |                        |                        |                 |  |
|  | C. D. Xuncas           | C. D. Xuncas           | 79              |               |              |                        |                        |                 |  |
|  | Kerrygold Gran Canaria | Kerrygold Gran Canaria | 69              |               |              |                        |                        |                 |  |
|  | Kerrygold Gran Canaria | Kerrygold Gran Canaria | 69              |               | C. D. Xuncas | C. D. Xuncas           | 57                     |                 |  |
|  |                        |                        |                 |               | C. D. Xuncas | C. D. Xuncas           | 57                     |                 |  |
|  |                        |                        | C. B. Tortosa   | C. B. Tortosa | 84           |                        |                        |                 |  |
|  | C. B. Tortosa          | C. B. Tortosa          | C. B. Tortosa   | C. B. Tortosa | 84           | 75                     |                        |                 |  |
|  | C. B. Tortosa          | C. B. Tortosa          |                 |               |              | 75                     |                        |                 |  |
|  | Coronas Tenerife       | Coronas Tenerife       | 59              |               |              | Tercer lugar           | Tercer lugar           | Tercer lugar    |  |
|  | Coronas Tenerife       | Coronas Tenerife       | 59              |               |              | Tercer lugar           | Tercer lugar           | Tercer lugar    |  |
|  |                        |                        |                 |               |              |                        |                        |                 |  |
|  |                        |                        |                 |               |              | Kerrygold Gran Canaria | Kerrygold Gran Canaria | 69              |  |
|  |                        |                        |                 |               |              | Kerrygold Gran Canaria | Kerrygold Gran Canaria | 69              |  |
|  |                        |                        |                 |               |              | Coronas Tenerife       | Coronas Tenerife       | 70              |  |
|  |                        |                        |                 |               |              | Coronas Tenerife       | Coronas Tenerife       | 70              |  |
|  |                        |                        |                 |               |              |                        |                        |                 |  |

### Final
| 20 de diciembre de 1986, 19:00 | C. D. Xuncas                       | 57–84       | C. B. Tortosa              |                                                                                        |  |
|                                | Marcador por tiempos: 31–41, 26–43 |             |                            |                                                                                        |  |
|                                | Estadísticas Pam Gant 17           | Reporte Pts | Estadísticas Ana Junyer 21 | Pabellón: Pabellón Municipal de Deportes, Tenerife Árbitros: Gárate, Rodríguez Blandón |  |

| Ganadoras de la Copa de la Reina 1986-87 |
| ---------------------------------------- |
| C. B. Tortosa 2º título                  |